# James Morhard
James Morhard est un haut fonctionnaire américain, administrateur adjoint de la NASA du 17 octobre 2018 au 20 janvier 2021. Morhard était un nouveau venu dans le domaine de la politique spatiale
M. Morhard a commencé sa carrière au Bureau du contrôleur de la Marine.  
James Morhard a été sergent d'armes adjoint du Sénat des États-Unis depuis le début de 2015. Auparavant, il était directeur du personnel du Comité des dépenses, où il a géré le sous-comité du commerce, de la justice, de l’état et du pouvoir judiciaire, comme il était nommé au cours du 108e Congrès (2003-2005). Il a également supervisé la sous-commission des affaires de construction militaire et des anciens combattants, aujourd'hui sous-comité de construction militaire, des anciens combattants. Ce sous-comité était responsable du financement du ministère des Anciens Combattants et des activités de construction au sein du ministère de la Défense. 
Il est un survivant de l'accident de DHC-3 Otter en Alaska (2010) qui a tué cinq autres personnes à bord, y compris le sénateur de l'Alaska Ted Stevens.